# Alexandriai Szent Atanáz

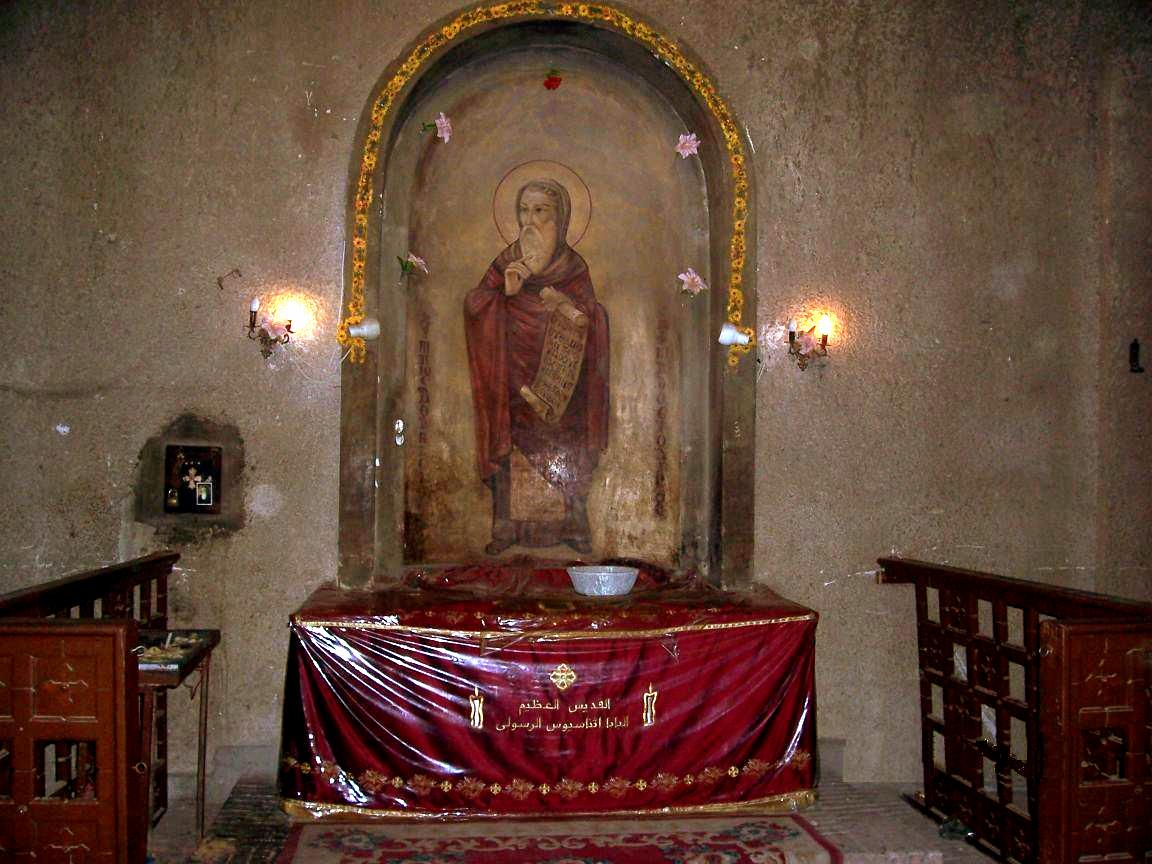
Szent Atanáz ereklyéi a kairói Szent Márk székesegyházban

Alexandriai Atanáz görögösen Athanasziosz (ógörögül: Ἀθανάσιος Ἀλεξανδρείας, latin betűkkel Athanásziosz Alexandríasz, latinul: Athanasius Alexandrinus), egyházi nevén Alexandriai Szent Atanáz vagy Nagy Szent Atanáz, a Kopt Egyházban Apostoli Szent Atanáz, (Alexandria, 298 körül – Alexandria, 373. május 2.) Alexandria törvényes püspöke 328-tól haláláig, egyháztanító.
Az arianizmus harcos ellenfele, aki egyszer pofon is vágta riválisát, Ariust. Hiányzott belőle a szelídség és a gyengédség, ennek ellenére a keleti kereszténység és más nyugati egyházak szentje, aki még életében elnyerte az Egyház oszlopa és az ortodoxia atyja kitüntető elnevezéseket. 
Egyes egyházakban a migrénes fejfájásban szenvedők védőszentje. Giovanni Lorenzo Bernini Atanáz szobrát a szent tanítók, Szent Ambrus, Aranyszájú Szent János és Hippói Szent Ágoston közé helyezte. 

## Élete
Írásai arról tanúskodnak, hogy jól ismerte Platón, Arisztotelész, Homérosz írásait és az újplatonizmus tanítását. Szülővárosában folytatott teológiai tanulmányokat. Fiatalkorában találkozott a sivatagi szerzetesekkel és Remete Szent Antallal. Tőlük tanult önfegyelmet és önmérsékletet. Élete folyamán többször talált menedéket a sivatagi szerzeteseknél. Aszketikus élete később kivívta ellenségei tiszteletét is.
Fiatalon lett Alexandrosz alexandriai pátriárka titkára. Már az ariánus vita előtt írt két művet, A pogányok ellen és Az Ige megtestesülése címmel, melyekben már vallotta az egylényegűséget. Alexandrosz 321-ben kiadott, az arianizmust elítélő enciklikája – stílusa és tartalma szerint – valószínűleg már Atanáz munkája. Diakónusként kísérte Alexandroszt az első nikaiai zsinatra, ahol győzött az ortodox krisztológia, amely szerint a Fiú egylényegű az Atyával. Ez volt az első ökumenikus jellegű zsinat. I. Constantinus római császár hívta össze, hogy általa biztosítsa az Egyház egységét.
A zsinati atyák különféle kérdésekkel foglalkoztak, főleg azokkal a problémákkal, amelyek alexandriai Arius prédikálása alatt keletkeztek. A zsinati atyák pontosították és meghatározták a Hit jelképét, amelyet később az első konstantinápolyi zsinaton egészítettek ki. Ez az alapvető szöveg, amely az osztatlan egyház hitének kifejezése, és amelyet minden vasárnap az eucharisztia megünneplésénél idéznek a keresztények, a görög homoousios kifejezést tartalmazza, latinul consubstantialis. Zsinati beszámolója megmaradt. 328-ban Alexandria püspökévé választották Atanázt. Ugyanabban az évben I. Constantinus római császár véget vetett Arius száműzetésének. Az ariánusok és a meletiánusok nem fogadták el az első nikaiai zsinat határozatát, és azzal vádolták Atanázt, hogy zsarnokként viselkedik velük. 335-ben az első türoszi zsinaton Nikomédiai Euszebiosz és társai követelésére Atanáznak le kellett mondania püspöki hivataláról.
Azután a két párt találkozott a császárral Konstantinápolyban, és azzal vádolták Atanázt, hogy meg akarja akadályozni a Rómába irányuló egyiptomi gabonakivitelt. Ekkor a császár száműzte Atanázt Trierbe. Ez alatt az idő alatt volt lehetősége terjeszteni a nikaiai hitvallást nyugaton, de főleg Trierben, majd később Rómában. Itt azt a szerzetesi eszményképet is terjesztette, ahogyan Egyiptomban a nagy remete, Antal élt. Az ő életével Atanáz mindig is szimpatizált. Szent Antal lelki erejével jelentős személyiség volt, olyan, aki Szent Atanáz hitét támogatta.
A császár halála után 337-ben fiai visszahívták az ariánus vita miatt száműzött püspököket, de Atanáznak ismét el kellett hagynia Alexandriát 341-ben. Rómában és Aquileiában élt. Római tartózkodása alatt jó kapcsolatokat ápolt I. Gyula pápával és a római klérussal. Constans I. Gyula pápa tanácsára rávette testvérét, II. Constantiust, hogy hívjon össze zsinatot Sardicában (ma Szófia) Atanáz visszatérése érdekében. Amikor a Bizánci Birodalom püspökei értesültek a zsinat céljáról, elhagyták a tanácskozást. S mivel Constans polgárháborúval fenyegetett, visszatérhetett Atanáz Alexandriába. Constans halála után az ariánus II. Constantius uralkodása alatt nehéz időket éltek az ortodoxok. A császár zsinaton ítélte el, és kényszerítette száműzetésbe Atanázt, aki a sivatagi szerzeteseknél talált menedéket.
362. február 8-án Flavius Iulianus rendelettel visszahívta Atanázt, aki 362. február 21-én-én tért vissza püspökként Alexandriába. 362 tavaszán vagy nyarán szinódust hívott össze Alexandriában, amely az egyház egységével, az arianizmus elutasításával, a nikaiai zsinat hitvallásával, Isten egy vagy három személyének kérdésével, Jézus emberi természetével és a Szentlélek istenségével foglalkozott. A szinódus vitáját a Tomus ad Antiochenos-ban írta le, és elküldte az öt püspökből álló bizottságnak, illetve rajtuk keresztül az antiokheiai gyülekezetnek. A Tomus ad Antiochenos kulcsszerepet játszott a Szentháromság körüli teológiai vitákban. Az ariánusok meg-megújuló támadásai miatt legalább ötször kényszerült Atanáz száműzetésbe, és az Athanasius contra mundum (Atanáz az egész világ ellen) szólás erre utal. A hagyomány szerint ő szentelte püspökké Frumentiust, a hittérítőt, akinek köszönhetően Etiópiában fő vallás lett a kereszténység. Életének fontos forrása az ún. Historia Acephala.

## Írásai
A kedvezőtlen körülmények ellenére is sokat írt. Írásaiban azonban hiányos az adatok rendezése, sokszor ismételte önmagát, eltért a tárgytól. Munkái teológiai tartalmuk miatt jelentősek. Sokszor nehézkesen írt. Elsősorban a Szentírásra támaszkodott. Bár nyugati száműzetésének évei alatt megtanult latinul is, körleveleit mégis görög és kopt nyelven adta ki. Megírta Remete Szent Antal életét. A keleti és nyugati kereszténység szerzetesei egyaránt ihletet merítettek a sivatagi szent hagiográfiájából. A már említett Tomus ad Antiochenos-on kívül Atanáz még négy beszédet írt az arianizmus követői ellen. Az Ószövetségről írt kommentárjai, a Tisztasági fogadalomról, a Szeretetről és önfegyelemről, az Egészségről és betegségről című írásainak csak részletei maradtak fenn. A hagyomány neki tulajdonítja az Atanázi hitvallást, de máig vitatott eredetű hitvallású az úgynevezett Quicumque vagy Symbolum Athanasianum vagy sancti Athanasii. Atanáz volt az első, aki 367-ben a 39. számú húsvéti levelében kanonikusnak jelölt 27 újszövetségi iratot. Ez a felsorolás a mai napig érvényes.

### Beszéd a pogányok ellen (vagy: Beszéd a görögök ellen)
Ebben a fiatalkori írásában a monoteizmus (egyistenhit) igazságát bizonyítja a pogányokkal szemben.

### Az Úr emberré válásáról
Ebben az írásában az Ige megtestesülésének észszerűségét dolgozta fel és tárta a zsidók és a pogányok elé. Az értekezés két szövegváltozatban maradt fenn, mindkettő Atanáztól származik, aki valószínűleg a nikaiai zsinat után átdolgozta írását.

### Apologia contra Arianos
A rágalmak visszautasítására és cáfolására írta meg Atanáz ariánussal szembeni apológiáját, az Apologia contra Arianost, amelyben sok, 325 előtt tartott zsinat előírását idézi önmaga igazolására. Olyan zsinati határozatokról van szó, amelyeket más forrásból nem ismerünk. Az ariánusok kifogásolták a nikaiai hitvallásban az egylényegű (homoúsziosz) kifejezést, mondván, hogy nem szentírási eredetű. Atanáz a Levél a Nikaiai Zsinat határozatairól c. munkájában válaszolt a kifogásokra. Elismerte, hogy az „egylényegű kifejezés nem szentírási eredetű, de állította, hogy azért kifejezhet szentírási tartalmat. A viták során az ariánusok önigazolásul hivatkoztak Atanáz egyik elődjére, Alexandriai Nagy Dionüszioszra, mint saját „hagyományukra”. Atanáz a Dionüsziosz véleményéről c. értekezésében védte meg elődjét az ariánus „merénylettől”. Leszögezett egy elvet az ariánusokkal szemben: az egyháztanítókat az egyház tanításának megfelelően kell értelmezni, még akkor is, ha egyes kijelentéseik félreérthetőek, és nem fejezték ki magukat egészen pontosan. Ellenfelei Atanázt tették felelőssé azért is, hogy Nagy Konstantin két fia, Constantius és Constans nem értett egyet egyházpolitikai kérdésekben. Atanáz erre benyújtotta Constantiusnak apológiáját. Az uszítás vádja alól a Körlevél Egyiptom és Líbia püspökeihez c. írásában tisztázta magát.
Amikor szerzeteseihez menekült, gyávasággal vádolták, ekkor írta apológiáját menekülése miatt. A szerzeteseknek, akik menedéket nyújtottak neki, megírta az ariánusok történetét.

### Tomus ad Antiochenos
A 362-ben Alexandriában tartott szinódus nevében írt Atanáz három levelet az antiochiai klérushoz. Ezeket a leveleket Tomus ad Antiochenos címen ismerjük.

### Szerapionhoz írt négy levele
Az egyházatya a Szentlélek istenségének kérdését fejtegette a Szerapionhoz írt négy levelében. Össze akarta kapcsolni a Fiú istenségének bizonyítékát a Szentlélek istenségének bizonyítékával. Úgy vélte: ha a félariánusok elfogadták Krisztus istenségét, akkor el kell fogadniuk a Szentlélek istenségét is, mert a Szentlelket a Fiú adta. Ha az Atyától származó Fiú Isten, akkor a Fiútól adott Szentléleknek is Istennek kell lennie, ha a Fiú egylényegű az Atyával, akkor a Szent Lélek is egylényegű a Fiúval, következésképpen az Atyával is.

### Jézus Krisztus személyével foglalkozó levelei
Jézus Krisztus személyével foglalkoznak Atanáznak az Epiktetosz korinthoszi püspökökhöz, a Maximosz filozófushoz és az Adelphiosz püspökhöz írt levelei.

### Húsvéti levelek
A húsvéti levelek az alexandriai püspökök olyan körleveleivé váltak, amelyekben nem csak az ünnep dátumát tudatták a többi püspökkel, hanem tájékoztatást nyújtottak több időszerű kérdésről, állást foglaltak teológiai kérdésekben. Ezekkel a húsvéti levelekkel minden év elején az egyiptomi egyházközösségekhez és kolostorokhoz fordult, hogy a húsvét időpontjáról tájékoztassa őket, de mindenekelőtt azért, hogy a hívők között felélessze a kapcsolatokat és felkészítse őket ennek a nagy ünnepnek a megünneplésére. Atanáztól – ha töredékesen is – tizenhárom húsvéti levél maradt fenn. A húsvéti levelek görög szövegéből csak részletek maradtak ránk, teljes szövegük szír fordításban olvasható. A szentírási kánon története szempontjából igen jelentős irat Atanáz 39. számú levele, amelyben felsorolja – az ún. deuterokanonikus (második kánonhoz tartozó) könyveket [ÓSZ: Tób, Jud, Bölcs, Sir, Bár, 1Mak, 2Mak, némely függelék Dan (3,24-90; 13,1-14,42) és Eszt könyvéből (10,4-16,24); ÚSZ: Zsid, Jak, 2Pt, 2Jn, 3Jn, Júd, Jel ] kizárva – az ószövetségi szentírási könyveket, valamint mind a 27 újszövetségi szentírási könyvet. Atanáz szentírási kánonja teljesen megegyezik az egyház által ma is tartott szentírási kánonnal.

### Magyarázatok
Az egyházatya írt kommentárokat is a Szentírás egyes könyveihez, de ezek – kevés töredék kivételével – elvesztek. A megmaradt töredékek tanúsága szerint magyarázatokat írt a Teremtés könyvéhez, a Prédikátorok könyvéhez, az Énekek énekéhez, a Zsoltárok könyvéhez. Meg kell jegyezni: eme töredékek hitelességét gyakorta igen nehéz megállapítani.

### Egyéb írásai
A nevével fémjelzett, de kétesnek tartott írások közül kettőről sikerült kideríteni, hogy valóban Atanázé, az egyik A szombatról (De sabbatis), a másik Az Úr szenvedéséről és keresztjéről (De passione et cruce Domini) címen ismert. Atanáz írásai közé került a kéziratos hagyományozás során Antiochiai Eusztatiosz két műve, A hitről szóló négy beszéd (Sermo maior de fide) és A hitvallás kifejtése (Expositio fidei). A tizenkét könyvből álló, A Szentháromságról és A Szentlélekről c. munka sem egyetlen szerző alkotása, valószínűleg tematikája miatt vették fel Atanáz művei közé.
A szentírási és a bölcseleti érvek szervesebb egységet alkottak Atanáz gondolkodásában, mint ariánus ellenfeleinél. Az ariánusok a vitákban hol filozófusokként, hol biblicistákként léptek fel. Atanáz legfőbb törekvése az volt, hogy a nikaiai hitvallás logosztanát a szentírási tradícióhoz kapcsolja. Fejtegetéseinek középpontjában a Logosz (Ige) személye áll, aki az Atyával egylényegű a nikaiai dogma értelmében. A két isteni személy egylényegűségére alapozva dolgozta ki Atanáz a Fiú Atyától való örök születésének tanát.
Az ariánusok szerint a Fiúnak csak a teremtéstől kezdve lehet önálló létet tulajdonítani, s ott torzították el az apologéták teológiáját, amikor a Fiút az Atya teremtményének nyilvánították, amit az apologéták nem tettek. Az ariánus teológia szerint a Fiút az Atya teremtette „útjai kezdetén” (Péld 8,22). Mivel az ariánusok azt állították, hogy a Fiút az Atya teremtette, ezért a Fiú létét nem az Atya lényegéből, hanem az Atya akaratából vezették le. Az ariánus teológia végkövetkeztetése: a Logosz teremtmény, noha az Atya legelső és legkiválóbb teremtménye. Az Atya a Fiút minden idők előtt teremtette, de ugyanúgy a semmiből teremtette, mint minden más teremtményt. A nikaiai dogma ellen az ariánusok azzal érveltek, hogy Isten szellem, és mint ilyen nem tud „megosztódni”, nem képzelhető el, hogy a testi analógiájára (hasonlóságára) „nemzi” az Igét, a Fiút. Atanáz mindenekelőtt arra törekedett, hogy bizonyítsa: a nikaiai dogma nem testi születés értelmében állította a Fiú örök születését az Atyától.
Párhuzamba állította az Ige Atyától való örök születését a Fiú Szűz Máriától való üdvtörténeti születésével. A Fiú Atyától való örök születését és Atyával való egylényegűségét a megtestesüléssel egységben szemlélte. Azt állította: az Ige megtestesülése csak úgy hozhatott megváltást az emberi nemnek, ha eme üdvtörténeti eseményben az Atyával egylényegű Ige emberré válásáról van szó. Ha ugyanis nem az Atyával egylényegű Ige testesült meg Jézus Krisztusban, nem lehet beszélni az emberi nem megváltásáról.

#### Hogyan gondolta az egyházatya a megváltás egyetemes hatását?
A test (szóma, szarksz) kulcsfogalom Atanáz megváltástanában, és lehetővé tette, hogy a megváltást Atanáz egyetemes távlatban szemlélje.
Az emberi test része a világnak. Az ember testi valója szinte folytonosságban szemlélhető a környezetét alkotó anyagi világgal. A test Atanáznál tehát olyan egyetemes fogalom, amely magába foglalja minden emberi egyed testét, de az ember testi valóságának közvetítésével a világot is.
A Logosz a világ és az ember teremtője, tehát ő a test teremtője is. Az ariánus tétel szerint az Ige csak teremtmény.
Az alexandriai püspök figyelme 363 után hatványozottan Jézus Krisztus személye felé fordult. Atanáz szerint Jézus Krisztus egy valóság, egy személy, de nézete kifejezésére nem megfelelő szakkifejezést választott: Krisztus egy természet (mia phüszisz). A „természet” elvont értelemben jelenthetett cselekvési elvet, de konkrét értelemben egyedi valóságot, azaz személyt is. Krisztus személyében két természet egyesült: Krisztus minden tettét a személynek kellett tulajdonítani, nem lehetett egyes cselekedeteket az isteni természetre, másokat pedig csak az emberi természetre visszavezetni.
Az Atya és a Fiú egylényegűsége mellett Atanáz azt is tanította, s bizonyítani is szerette volna, hogy a Szentlélek egylényegű a Fiúval. Bizonyítási kísérletének azért nem volt sikere, mert a vitatott „egylényegű” (homoúsziosz) fogalommal akarta kifejezni, hogy a Szentlélek ugyanúgy Isten, mint az Atya és a Fiú. A Szentlélek közvetlen eredetét az Atyában adta meg, innen ered formája: A Szent Lélek az Atyától ered a Fiú által.
Az ariánusok az egyház keresztelési gyakorlatát folytatták, az Atya, a Fiú, a Szentlélek nevében kereszteltek továbbra is, noha már régen tagadták a Fiú és a Szentlélek istenségét. Az ariánusok által kiszolgáltatott keresztséget Atanáz érvénytelennek tartotta, mert csak a formulát tartották meg, de a hitt tartalom nem egyezett meg az egyház hitével.
Az Eucharisztiáról egyértelműen tanította az egyházatya, hogy Krisztus teste és vére. A kenyér és a bor átváltozását az eucharisztikus ima hatásának tulajdonította.
Atanáz töretlen erővel képviselte öt éven keresztül a nikaiai hitvallás ügyét. Ha vádolták is ellenfelei, titokban mégis tisztelték, tartottak tőle. Bár hajlíthatatlanság jellemezte, megőrizte nyitottságát, képes volt új felismerésekre, hajlandó volt álláspontját korrigálni.

## Magyarul megjelent művek
- Szent Athanasziosz művei; szerk. Vanyó László, ford. Boros István et al.; Szt. István Társulat, Bp., 1991 (Ókeresztény írók) ISBN 963-360-598-9, 704 p.
- Az egyetemes vagy ökumenikus hitvallások. Apostoli hitvallás, niceai hitvallás, athanaszioszi hitvallás; tan., jegyz. Reuss András; Luther, Bp., 2020 (Konkordiakönyv)

## Egyéb feldolgozások
- Babura László: Nagy Szent Atanáz élete Archiválva 2018. november 11-i dátummal a Wayback Machine-ben; Szent István Társulat, Budapest, 1928 (Szentek országa)